# Góry Szawszeckie

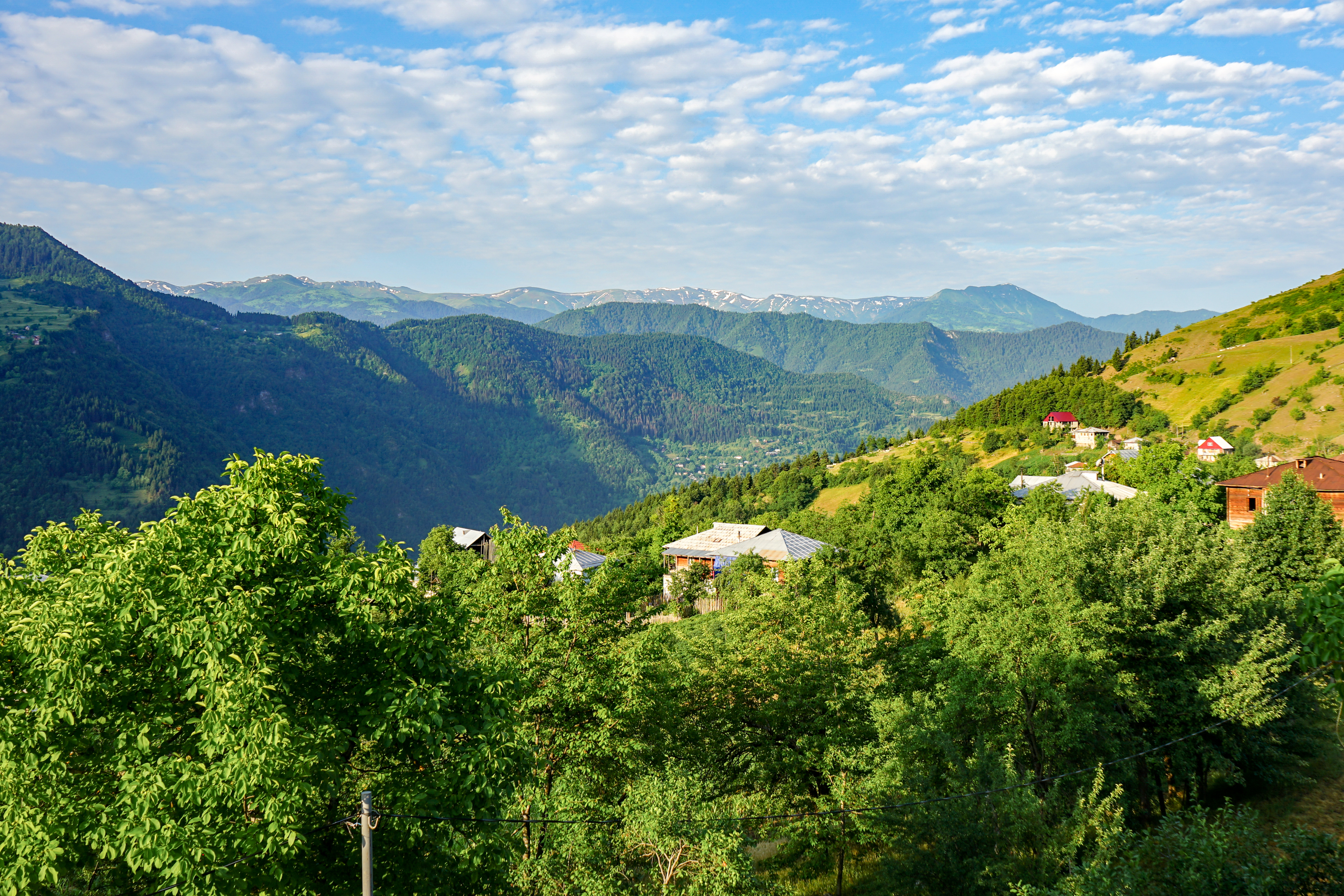
Widok na gruzińskie pasmo Gór Szawszeckich

Góry Szawszeckie (gruz. შავშეთის ქედი, Szawszetis Kedi; tur. Karçal Dağları) – pasmo górskie w południowo-zachodniej części Zakaukazia, na granicy Gruzji (Adżaria) i Turcji. Góry mają ok. 65 km długości i wznoszą się na wysokość 2812 m n.p.m. (góra Mta Chewa/Heva Dağı). Zbudowane są z fliszu wulkanogenicznego i piaskowców. Zbocza gór porastają lasy szerokolistne i świerkowo-jodłowe, grzbiety pokryte są łąkami subalpejskimi.